# Diarreia viral bovina
A diarreia viral bovina (também conhecida pelos acrónimos DVB e BVD) é uma doença viral que acomete os animais, principalmente os ruminantes. Possui um quadro sintomatológico caracterizado por diarreias de diferentes cursos provocando lesões no trato gastrointestinal e sistema biliar. No caso de infeção da fêmea durante um certo período da gestação, pode ocasionar o nascimento de animais persistentemente infetados ou aborto.